# Halowe Mistrzostwa Europy w Lekkoatletyce 1986 – skok w dal kobiet
Skok w dal kobiet – jedna z konkurencji technicznych rozgrywanych podczas halowych lekkoatletycznych mistrzostw Europy w hali Palacio de Deportes w Madrycie. Rozegrano od razu finał 23 lutego 1986. Zwyciężyła reprezentantka Niemieckiej Republiki Demokratycznej Heike Drechsler. Tytułu zdobytego na poprzednich mistrzostwach nie broniła Galina Czistiakowa ze Związku Radzieckiego.

## Rezultaty

### Finał
Wystąpiło 21 skoczkiń.

Opracowano na podstawie materiału źródłowego.
| Miejsce | Zawodniczka           | Wynik | Uwagi |
| ------- | --------------------- | ----- | ----- |
| 1       | Heike Drechsler       | 7,18  | CR    |
| 2       | Helga Radtke          | 6,94  |       |
| 3       | Ołena Kokonowa        | 6,90  |       |
| 4       | Monika Hirsch         | 6,68  |       |
| 5       | Ludmiła Ninowa        | 6,63  |       |
| 6       | Jasmin Feige          | 6,62  |       |
| 7       | Marieta Ilcu          | 6,61  |       |
| 8       | Nadine Debois         | 6,60  |       |
| 9       | Zsusza Vanyek         | 6,56  |       |
| 10      | Sabine Braun          | 6,55  |       |
| 11      | Agata Karczmarek      | 6,50  |       |
| 12      | Nadine Fourcade       | 6,48  |       |
| 13      | Edine van Heezik      | 6,47  |       |
| 14      | Silwija Christowa     | 6,39  |       |
| 15      | Mary Berkeley         | 6,39  |       |
| 16      | Marula Lambru-Teloni  | 6,32  |       |
| 17      | Lene Demsitz          | 6,31  |       |
| 18      | Arja Jussila          | 6,30  |       |
| 19      | Alessandra Becatti    | 6,29  |       |
| 20      | María Jesús Fernández | 6,11  |       |
| 21      | Ana Oliveira          | 6,08  |       |